# Jan Rejnowicz
Jan Rejnowicz (ur. 1943 w Daleszycach) – polski pianista, organista, kompozytor, aranżer. 
Jego bratankiem jest pianista młodego pokolenia Jan Rejnowicz Jr..

## Życiorys
Absolwent Średniej Szkoły Muzycznej w Kielcach i Państwowej Wyższej Szkoły Muzycznej w Sopocie/Gdańsku (obronił dyplom u docenta Antoniego Poszowskiego). W czasie studiów był członkiem grupy wokalnej Sapiejewski Singers, założonej przez Jerzego Sapiejewskiego, grał w zespole Zygmunta Wicharego, a od 1956 roku prowadził własny kwartet, który wraz z nim współtworzyli: Tadeusz Petrow, Roman Skurzyński i Marek Szarak.
Założyciel i lider, istniejącego od 1966 roku zespołu Rama 111, laureata III nagrody na festiwalu Jazz nad Odrą w 1971 roku. Z formacją tą zjeździł wszystkie kontynenty i oceany świata oraz uczestniczył w licznych sesjach nagraniowych w Polskim Radiu Gdańsk – zespół ma na koncie również trzy albumy. Jako kompozytor i aranżer, muzyk współpracował z Polskim Radiem i Telewizją Polską, a także z Teatrem Miejskim w Gdyni i z Teatrem Lalki i Aktora w Gdańsku.

## Dyskografia

### Albumy
Z zespołem Rama 111:
- Marianna Wróblewska – Bylebym się zakochała (1973)
- Sound of Gdynia: Rama 111 (1987)
- Swingujące 3-miasto: Rama 111 (2012)